# Al Jubayhah
Jubaiha (al-jubaiha:الجبيهة ) este o zonă numărul 18 din 27. Situată în vestul Ammanului, Iordania. Este împărțit în șapte cartiere, Al-Jam'a, Al-Rasheed, Qutneh, Al-Sadeeq, Al-Zaytooneh și Al-Baladiya.

## Acces
Deși situat la periferia de nord a Ammanului, deschiderea de drumuri majore și autostrăzi, cum ar fi faimoasa Jordan Highway Ring-Road (descrisă de mulți localnici ca noua arteră de transport din Iordania) oferă acces ușor la cartierele vecine în întreaga capitală Amman.

## Coordonate
32°1'59"N 35°51'45"E
Jubaiha, Amman.